# 三個歐吉桑
《三個歐吉桑》（三匹のおっさん）是日本作家有川浩所著的小說。真人電視劇於2014年1月17日開始播送。

## 故事簡介
別叫爺爺，我們只是大叔！
再就業的劍道達人，前任居酒屋老闆的柔道高手，自營工廠的機械改造狂；半退休的三個歐吉桑不肯服老，組成秘密的正義維護小隊，管管身邊的閒事。
他們運用大人才有的智慧，在暗地裡維護社區安寧，虐待動物的壞蛋、色狼、騙子、搶匪，一一受到制裁。
於是乎，昔日的不良少年三人組，變身成了社區的正義使者~ 

## 登場人物

### 清田家
清田家是二世代住宅，1樓是阿清兩夫婦居住，而2樓是長子一家三口所居住。自宅設有劍道教室。
清田清一
通稱阿清，60歲。從搞綜合營造的總公司退休，受公司囑託於其下的連鎖電玩店中二次就業。繼承父親的劍道教室，在父親在世時擔任助教，然而在阿清退休前後，僅餘的5名學生皆放棄劍道而離開。
身材高瘦。在童年時代人稱「壞孩子三人幫」中的其中一人，武鬥派之一。
清田芳江
阿清之妻，約57歲。與「壞孩子三人幫」是童年玩伴。
清田健兒
阿清的獨子。於銀行工作。
清田貴子
健兒之妻。家庭主婦。在音樂大學4年級時懷孕，奉子成婚，完全沒社會經驗，連求職經驗也沒有。
清田祐希
阿清的孫子，健兒長子。綠丘高校高中一年級（登場時），同年升讀高二。

### 立花家
立花一家經營小吃店「醉海鯨」，現已由兒子接手。是「三個歐吉桑」的主要集合地。
立花重雄
通稱阿重。與阿清是同級生。柔道家，總是身穿黑色運動服。與其妻一同經營起的小吃店，於幾年前交棒給兒子康生接手，二老退居後場，現外場的事已完全不插手。
彪形大漢。「壞孩子三人幫」中的其中一人，武鬥派之一。
立花登美子
阿重之妻。過去與阿重開設小吃店，現在在開店時間照顧孫女奈奈。
立花康生
阿重之子。現在的「醉海鯨」的店主。
立花 理惠子
康生之妻。與康生一共經營「醉海鯨」。
立花奈奈
康生與理惠子的女兒。

### 有村家
與祖孫三代共住的阿清、阿重家不同，是父女二人的家庭。經營工廠「有村電業」，與自宅併設。
有村則夫
通稱阿則。與阿清是同級生。
身材矮小。「壞孩子三人幫」中的其中一人，參謀。
有村早苗
阿則的女兒。榮女子高校高中一年級（登場時），同年升讀高二。

### 其他人物
須田良二
「Electric Zone」的店長。

倉田
於「Electric Zone」電遊專區中兼職的女大學生。

廣田作治

彌太
經營雜貨店的老爺爺。
工藤昴
國中一學生，動物股長。清田家劍道教室的最後一批畢業生。
新垣美和
國中一學生，動物股長。
菊池
工藤、新垣就讀班級的理科老師。不到三十歲。
野島
學校工友。

富永潤子
早苗的同級生。
小久保昌一

靖代
芳江的朋友。育有一子兩女，丈夫先逝，其中兩名女兒嫁到外地，與媳婦相處不合，一人獨居。

## 電視劇
東京電視台系列，從2014年至2019年間每周五19:58 - 20:54（JST）播出連續電視劇3季，2回特別編。
- 2014年1月17日至3月14日、於金曜8時電視劇系列播出。第一季為東京電視台開局50周年特別紀念作品。
- 2015年4月24日至6月12日、跟第一季一樣時間段播出。
- 2017年1月20日至3月10日，跟第一季和第二季一樣時間段於東京電視台週五時段播出。

主演為北大路欣也。
本劇的拍攝地點主要為東京都板橋區常磐台車站附近的南口商店街。

### 登場人物
本項目僅為簡單說明，詳細請參照上方之原作記載。
夜間巡守隊〝三個歐吉桑〞
- 清田清一（阿清，劍道達人） - 北大路欣也、平松來馬（日语：平松來馬）（少年期）、市川理矩（高校時代）
- 立花重雄（阿重，柔道達人） - 泉谷茂（日语：泉谷しげる）、舩崎飛翼（日语：舩﨑飛翼）（少年期）
- 有村則夫（阿則，頭腦派） - 志賀廣太郎（日语：志賀廣太郎）、藤村真優（日语：藤村真優）（少年期）

清田家
- 清田芳江（清一的妻子） - 中田喜子（日语：中田喜子）、後藤郁（日语：後藤郁）（高校時代）
- 清田健兒（清一的兒子，銀行員） - 甲本雅裕（日语：甲本雅裕）、田島隆聖（日语：田島隆聖）（少年期）
- 清田貴子（健兒的妻子） - 西田尚美
- 清田祐希（清一的孫子） - 大野拓朗（日语：大野拓朗）

立花家
- 立花登美子（重雄的妻子） - 藤田弓子（日语：藤田弓子）
- 立花康生（重雄的兒子，「醉鯨」第二代店主） - 津村知與支（日语：津村知与支）
- 立花理恵子（康生的妻子） - 鈴木麻衣花（日语：鈴木麻衣花）
- 立花奈奈（重雄的孫女） - 湯淺美優（日语：湯浅みゆう）

有村家
- 有村早苗（則夫的女兒，榮女子高中的學生） - 三根梓（日语：三根梓）

其他
- 井脇始（書籍磐店主） - 阿部丈二、酒井天滿（日语：酒井天満）（少年期）

- 遠山（祐希的朋友） - 竹內壽（日语：竹内寿）
- 藤本（祐希的朋友） - 佐野憲彦（日语：佐野憲彦）
- 警官[5]（板橋警察署皐之丘輪班）  - 越村友一（日语：越村友一）

客串

#### 第一季
第1話
- 須田良二（Electric zone店長） - 岡田義德
- 宮內（敲詐犯） - 波岡一喜（日语：波岡一喜）
- 近藤（敲詐犯） - 加藤良輔（日语：加藤良輔）
- 矢部（敲詐犯） - 一之瀨亘（日语：一ノ瀬ワタル）
- 智美（Electric zone打工店員） - 佐久間心央（日语：さくま心央）

第2話
- 原田靖代（芳江的朋友） - 草村禮子（日语：草村礼子）
- 花山（Pallet Piece店長） - 相島一之（日语：相島一之）
- 松野（Pallet Piece店員） - 矢柴俊博（日语：矢柴俊博）
- 大石瑠美（Pallet Piece店員） - 佐藤寬子
- 原田隆憲（靖代的兒子） - 隈部洋平（日语：隈部洋平）

第3話
- 廣田作治 / 下村五郎（登美子小學時代同學） - 大和田獏（日语：大和田獏）
- 西本（自稱廣田誠治的男人） - 阿部力
- 米子（結婚詐欺被害者） - 青木和代

第4話
- 工藤昴（皐之丘中學二年級生・養鴨管理人） - 中野澪（日语：中野澪）
- 新垣美和（工藤同學・養鴨管理人） -
- 徳永牧子（家長會會長） - 阿南敦子（日语：阿南敦子）
- 校長 - 有福正志（日语：有福正志）
- 野島真一（学校警衛） - 蛭子能收（日语：蛭子能収）
- 菊池廣（理科教師・管理人顧問） - 袴田吉彥（日语：袴田吉彦）

第5話
- 富永潤子（早苗同學） - 水崎綾女
- 高原俊樹 / 小久保昌一（模特兒公司偵察員） - 古館寬治（日语：古舘寛治）
- 上班族 - 西尾季隆（日语：西尾季隆）（X-GUN）
- 其他 - 真凛（日语：真凛）、橫山愛子（日语：横山愛子）

第6話
- 小島育代（永田肉店打工人員） - 藤田朋子（日语：藤田朋子）
- 信本克惠（永田肉店打工人員） - 木野花（日语：木野花）
- 店長（永田肉店店主） - 粒谷木次郎（雜音四郎（日语：つぶやきシロー））
- 石田（小島同事） - 栗田陽子（日语：栗田よう子）
- 山下（小島同事） - 久保田磨希（日语：久保田磨希）
- 野口（小島同事） - 山野海（日语：山野海）

第7話
- 柳田（環保生態循環店主） - Magy（日语：マギー (俳優)）
- 梨香子母親 - 瀧澤涼子（日语：滝沢涼子）
- 梨香子 - 平祐奈
- 澤田（環保生態循環店員） - 渡邊隆二郎（日语：渡辺隆二郎）
- 兒島（環保生態循環店員） - 山神佳譽（日语：山神佳誉）
- 涼介（行竊慣犯初中生） - 飛田光里（日语：飛田光里）
- 海翔（涼介同伴） - 宮內開（日语：宮内開）
- 優斗（涼介同伴） - 松本賴（日语：松本頼）

最終話
- 松木邦久（小松，假「三個歐吉桑」） -  大和田伸也（第7話）
- 大野滿男（大大，假「三個歐吉桑」） -  不破萬作（第7話）
- 菅原紀久夫（小菅，假「三個歐吉桑」） -  小倉一郎（日语：小倉一郎）（第7話）
- 加藤明（失敗組領導人評分） - 菊田大輔（日语：菊田大輔）
- 熊御堂（加藤同伴） - 深水元基（日语：深水元基）
- 松木之妻 - 天久美智子（日语：あめくみちこ）
- 幹代（則夫的妹妹） - 重田千穗子（日语：重田千穂子）
- 山野滿佐子（則夫的交往對象） - 萬田久子（日语：萬田久子）
- 其他演員 - 丹迪坂野（日语：ダンディ坂野）（西東京電視台「Let's Go Senior」主持人）

#### 第二季
第1話
- 鈴木隼人（喜歡妖怪手錶的小学生） - 鈴木福（第8話）
- 竹田正純（洗和服（日语：洗張）「竹田屋」的主人） - 龍雷太（日语：竜雷太）
- 竹田正信（正純的兒子） - 岡田浩暉（日语：岡田浩暉）
- 竹田里織（正純的孫子） - 谷花音
- 竹田由香（里織的母親） - 小野真弓
- 飛田丈（土地投商（日语：地上げ屋）） - 神保悟志（日语：神保悟志）
- 得到三人相助的女性 - 川村惠美子（日语：川村エミコ）（蒲公英（日语：たんぽぽ (お笑いコンビ)））
- 五月醫療中心醫師 - 岡真弓（日语：岡まゆみ）
- 附近的阿姨 - 大島蓉子（日语：大島蓉子）（第3話）

第2話
- 鈴木博之 - 濱口優（好孩子）
- 中村滿（みちる） - 信太真妃（日语：信太真妃）
- 中村真智子（滿的母親） - 星野真里
- 黑岩丸雄（借金の取立屋） - 大浦龍宇一（日语：大浦龍宇一）
- PTA的阿姨 - 比企理惠（日语：比企理恵）
- 在超市遇見的母親 - 大澤逸美（日语：大沢逸美）
- 小舖店主 - 靖（日语：やす）（糞（日语：ずん））

第3話
- 丸岡善信（寵物保姆） - 六平直政（日语：六平直政）
- 菅野陽介（動物志工小組部長） - 金井勇太（日语：金井勇太）
- レイヤ / 山室次郎（公關） - IZAM
- 中沢俊太 - 池田優斗
- 中沢美智子（俊太の母） - 大久保佳代子（綠洲二人組（日语：オアシズ））
- 公關俱樂部的客人 - 大林素子

第4話
- 佐伯巽（始的同學・藝能製作人） - 葛山信吾（第7話〈回想〉）
- 丸山（藝能事務所社長） - 西岡德馬（日语：西岡德馬）
- 信元真奈美（克惠的女兒） - 桃瀨美咲

第5話
- 大黑高生（便利商店店主） - 村松利史（日语：村松利史）（第7話）
- 鮫島 - 丹古母鬼馬二（日语：丹古母鬼馬二）
- 於遊戲電玩的中学生 - 前田航基、亞蓮（日语：亜蓮）、髙橋楓翔、吉田仁人

第6話
- 黑田寬子（鋼琴家） - 中山忍
- 野尻（五月管弦樂團的指揮家・「醉鯨」的老饕） - 石井正則
- 後藤 敏和[a]（黑田的經理） - 伊藤正之（日语：伊藤正之）
- 椛島（五月管弦樂團的樂團首席） - 大石吾朗（日语：大石吾朗）
- 田坂（五月管弦樂團的小喇叭） - 田代沙也加（日语：田代さやか）

第7話
- 植松（小鎮會長） - 清水章吾（日语：清水章吾）
- 光本（光本興産社長） - 鄧肯（日语：ダンカン (お笑い芸人)）
- 笹谷（皐神社的住持） - 把手枝豆（日语：つまみ枝豆）

最終話
- 高橋雅夫（三人與芳江的同學・律師） - 前田吟（日语：前田吟）
- 高橋美代（三人與芳江的同窓生・雅夫の妻） - 音無美紀子（日语：音無美紀子）
- 竹田武（三人與芳江的同學） - 緒方義博（日语：でんでん）
- 橘花代（板橋區的區長） - 朝加真由美（日语：朝加真由美）
- 唐澤進（唐澤電工的社長） - 丸山智己（日语：丸山智己）
- 竹田正一（武的兒子） - 石本武士（日语：ドロンズ石本）

#### 第三季
第1話
- 安娜 (為了尋找父親來日本的女人) - 夏綠蒂·凱特·福斯
- 中尾 圭介（「中尾照相館」店主）- 長谷川初範
- 中尾 真希（中尾的女兒） - 相樂樹
- 近藤 祥太（「中尾照相館」打工店員）- 木村了
- 岩下 伸吾（真希的婚約者） -  柳下大
- 岩下 雅彦（伸吾的父親） -  佐佐木省山（日语：佐々木省三）
- 岩下 文子（伸吾的母親） - 小夏由美子（日语：小夏ゆみこ）
- 祥太的死黨 - 福崎峻介（日语：福崎峻介）、渡邊隼斗（日语：渡辺隼斗）
- 竊盜犯 - 石塚義之（日语：石塚義之）（ARI to KIRIGIRISU）

第2話
- 三枝 洋子（「拉麵万福」店主） - 根岸季衣（日语：根岸季衣）
- 三枝 誠（洋子的兒子） - 内田朝陽（日语：内田朝陽）
- 田辺 晃平（「とんてん拉麵」公司社長） - 阿南健治（日语：阿南健治）
- 菊池（田辺的秘書）- 川守田政人（日语：川守田政人）
- 杉下 広行（誠的青梅竹馬） - 脇知弘（日语：脇知弘）
- 杉下 美紀（広行的妻子） - 住吉真理子（日语：住吉真理子）
- 美食天堂神秘顧客 - 鈴木浩（日语：ラッシャー板前）

第3話
- 荒木 行雄（演劇製作人） - 前川泰之（日语：前川泰之）
- 栗田 貴一（豆腐屋店主） - 小倉久寛
- 栗田 美奈代（栗田の妻） - 布施 絵理（日语：ふせえり）
- 横山 和孝 - 田窪一世（日语：田窪一世）
- 泉 賢造 - 福本伸一（日语：福本伸一）
- 村松 洋子（前新劇女優） - 森田光子（日语：丘みつ子）

第4話
- 森田 祐介 - 肥後克廣（日语：肥後克広）
- 横沢 - 金子昇（日语：金子昇）
- 山本 - 山本圭祐（日语：山本圭祐）
- 河野 真由美 - 松山愛里（日语：松山愛里）

第5話
- 本間 優一（前職業野球選手）- 德重聰（日语：徳重聡）
- 近藤 和也 - 金山一彦（日语：金山一彦）
- 近藤 沙織（和也的妻子） - 安達祐実
- 葛西 伸幸 - 佐藤正宏（日语：佐藤正宏）

第6話
- 佐佐木 いずみ -酒井若菜
- 遠山 吾郎 - 田口浩正（日语：田口浩正）
- 遠山 美咲（吾郎的女兒） - 真家有里奈（日语：真家有里奈）
- 松岡 直人（いずみ的青梅竹馬）- 敦士（日语：敦士）

第7話
- キャッチ松本（健兒の同級生・搞笑藝人） - 橋本潤
- 近藤（「東新宿藝能社」社長） - 渡邊正行（日语：渡辺正行）
- 富岡（「老人俱樂部」会長） - 大河内浩（日语：大河内浩）
- 斎藤 幸子 - 上村依子（日语：上村依子）
- 頭山 三郎（微笑的腦科学 博士） - 芋洗坂係長（日语：芋洗坂係長）

最終話
- 杉浦 健作（清一的高校學長） - 石橋蓮司
- 杉浦 亮平（杉浦的兒子） - 中村靖日（日语：中村靖日）
- 柏木 善信（議員） - 佐野史郎
- 柏木 牧子（善信的妻子） - 須藤理彩
- 柏木 卓也（善信的兒子） - 西山潤（日语：西山潤）
- 栗田 博光（栗田的兒子・卓也的友人） -  今井悠貴
- 大冴 - 久保田悠来
- 小島 加奈子（本名：李・静蕾） - 小松彩夏

#### 新春特別篇 (2018年)
- 吉田 善光 - 伊東四朗（日语：伊東四朗）
- 花澤 ゆかり - 檀麗
- 吉田 光一 - 西村和彦
- 黑木 嘉津司 - 木下 鳳華（日语：木下 鳳華）
- 木島 修 - 前田公輝
- 手島 - 川口力哉（日语：川口力哉）
- 木村 - 天山廣吉（日语：天山広吉）
- 岡田 - 奥田洋平（日语：奥田洋平）
- 赤木社長 - 湯江健幸（日语：湯江タケユキ）
- 村岡監督 - 俵木藤汰（日语：俵木藤汰）
- 高木 - 清水優（日语：清水優）
- 千代子 - 大方斐紗子（日语：大方斐紗子）
- 小西 - 岡田昇
- 田所 - 藤木孝（日语：藤木孝）
- 達治 - 山部薰 (ぶっちゃあ)

#### 新春特別篇 (2019年)
- 高木 沙織（栗子）- 瀬戸朝香
- 峰岸 美鈴 - 真飛聖
- 桑原 菊枝 - 室井滋
- 德井 一馬 - 寺脇康文
- 藤田 - 大沢逸美
- 水野 - 中島唱子（日语：中島唱子）
- 玉井 - 弘中麻紀（日语：弘中麻紀）
- 山崎 - 岩橋道子（日语：岩橋道子）
- 樋口 - 枝元萌（日语：枝元萌）
- 星野 - 猪狩敦子
- 田辺 - 香寿たつき
- 横田 - 鈴木理学
- 佐藤 雅代 - 山野海（日语：山野海）
- 大野 -  浜田晃（日语：浜田晃）
- 林 - 山部薰 (ぶっちゃあ)
- 杉山 正志 - スーパー3助 (NYANKO STAR)
- 大森 - 福澤重文
- 市川 - 二橋進一（日语：二橋進一）
- 澤渡 - 宮下貴浩（日语：宮下貴浩）
- 斎藤 - 野中隆光

### 工作人員
- 原作 - 有川浩『三匹のおっさん』（文春文庫刊）、『三匹のおっさん ふたたび』（文藝春秋刊）
- 編劇 - 佐藤久美子
- 音樂 - 平澤敦士（日语：平沢敦士）
- 導演 - 猪原達三、白川士
- 主題曲 - 川上大輔（日语：川上大輔）「言葉に出来ない男です」（日本華納音樂）（第一季）、 和田現子「晴レルヤ」（帝蓄娛樂・Union Records（日语：テイチクエンタテインメント#ユニオンレコード（元テイチクのサブレーベル）））（第二季）、嘉利吉58（第三季）
- 旁白 -  野田圭一（日语：野田圭一）
- 副導演 - 大内隆弘
- 標題動畫 - 新田憲太郎、猪原美佳
- 料理造型師（Food Coordinator） - 原優子
- 動作指導 - 諸鍛冶裕太
- 技術協力 - VIDEO FOCUS、Vanskap
- 美術協力 - TV Asahi Create
- 照明協力 - Sunrise Art
- 選曲，音響効果 - Media House Sound Design
- 編集 - BEAGLE CORPORATION
- 製作人 - 岡部紳二
- 製作群 - 山鹿達也、阿部真士、井上龍太、梶野祐司
- 副製作人 - 小松幸敏、荒木俊晴
- 製作 - 東京電視台、堀製作

### 播出日程
第一季
| 各話                                                     | 播出日期       | 標題                                 | 導演     | 原作             | 收視率 | 下集預告 旁白 |
| -------------------------------------------------------- | -------------- | ------------------------------------ | -------- | ---------------- | ------ | ------------- |
| 第1話                                                    | 2014年 1月17日 | "三匹のおっさん" 夜回り隊結成!       | 猪原達三 | 第1巻第1話&第2話 | 11.6%  | 阿重          |
| 第2話                                                    | 1月24日        | 三匹のおっさん vs 悪徳詐欺集団       | 猪原達三 | 第1巻第6話       | 9.3%   | 阿則          |
| 第3話                                                    | 1月31日        | 三匹のおっさん vs 初恋詐欺           | 白川士   | 第1巻第3話       | 9.9%   | 阿清          |
| 第4話                                                    | 2月7日         | 三匹のおっさん vs 動物虐待犯         | 白川士   | 第1巻第4話       |        | 祐希          |
| 第5話                                                    | 2月14日        | 三匹のおっさん vs スカウト詐欺師     | 猪原達三 | 第1巻第5話       |        | 阿重          |
| 第6話                                                    | 2月28日        | 三匹のおっさん vs 最強おばちゃん軍団 | 大内隆弘 | 第2巻第1話       |        | 阿則          |
| 第7話                                                    | 3月7日         | 三匹のおっさん vs 万引き集団         | 猪原達三 | 第2巻第2話       |        | 阿清          |
| 最終話                                                   | 3月14日        | "三匹のおっさん" 史上最大の成敗!     | 白川士   | 第2巻第3話&第6話 | 12.6%  | -             |
| 平均收視率 10.2%（收視率由Video Research於關東地方統計） |                |                                      |          |                  |        |               |

- 第1話與最終話兩小時特別篇。2月21日暫停播出。

第二季
| 第1話        | 2015年 4月24日 | 帰ってきた三匹のおっさん 妖怪!?ご町内のおばけ騒動を成敗! | 猪原達三 |            | 11.0% |
| 第2話        | 5月1日         | 三匹のおっさん vs ストーカー男                           | 白川士   |            |       |
| 第3話        | 5月8日         | 三匹のおっさん vs ペット泥棒                             | 猪原達三 |            |       |
| 第4話        | 5月15日        | 三匹のおっさん vs ご当地アイドル詐欺                     | 山田勇人 |            |       |
| 第5話        | 5月22日        | 三匹のおっさん vs ゴミ不法投棄                           | 猪原達三 | 第2巻第4話 |       |
| 第6話        | 5月29日        | 三匹のおっさん vs 恐怖のピアニスト                       | 大内隆弘 |            |       |
| 第7話        | 6月5日         | 三匹のおっさん vs お祭り復活反対派                       | 白川士   | 第2巻第5話 |       |
| 最終話       | 6月12日        | 三匹のおっさん vs おっさん最大の敵                       | 猪原達三 |            |       |
| 平均收視率 % |                |                                                          |          |            |       |

- 視聴率はビデオリサーチ社調べ、関東地区・世帯・リアルタイム。
- 第1話延長15分。
- 最終話2時間兩小時特別篇。

### 受賞
- 第一季
  - 2014年東京國際戲劇節特別賞[11][12]- 北大路欣也、泉谷茂、志賀廣太郎

## 節目的變遷
| 東京電視台 週五八點電視劇                                   | 東京電視台 週五八點電視劇                                         | 東京電視台 週五八點電視劇 |
| ----------------------------------------------------------- | ----------------------------------------------------------------- | ------------------------- |
|                                                             | 三個歐吉桑 ~正義的夥伴，謁見!!~ （2014年1月17日 - 2014年3月14日） |                           |
| 刑警吉永誠一 淚之事件簿 （2013年10月11日 - 2013年12月13日） | 丸保之女 〜保險犯罪調査員〜 （2014年4月11日 - 2014年6月13日）     |                           |
| 保育偵探25點〜花咲慎一郎不睡覺!!〜 （2015年1月16日 - ）     | 三個歐吉桑2 ~正義的夥伴，又見!!~ （2015年4月 - ）                 | -                         |

| 國興衛視 週五 21:00至22:00  | 國興衛視 週五 21:00至22:00   | 國興衛視 週五 21:00至22:00 |
| --------------------------- | ---------------------------- | -------------------------- |
|                             | （2015.03.27. - 2015.05.15） |                            |
| （2015.01.30 - 2015.03.20） | —                            |                            |

## 註解
1. ↑  名片上。

## 外部連結
- 三匹のおっさん 特設サイト（页面存档备份，存于）（日語）
- 「三匹のおっさん」：テレビ東京（页面存档备份，存于） - 真人電視劇官方網站（日語）
- 互联网电影数据库（IMDb）上《三個歐吉桑》的资料（英文）